# Colibri madère
Eulampis jugularis
Espèce
Statut de conservation UICN

 LC  : Préoccupation mineure
Statut CITES
Le Colibri madère (Eulampis jugularis) est une espèce d'oiseau-mouche (famille des Trochilidae), dont le protonyme est Trochilus jugularis.

## Répartition
Cet oiseau peuple les petites Antilles dont la Guadeloupe et la Martinique.

## Nom vernaculaire
Madè en Guadeloupe.

## Description
Le mâle est de couleur noire avec de nombreux reflets, sa gorge est d'un rouge profond et le dessus de sa tête est vert.

Carte de répartition de l'espèce